# Osvaldo Ardiles
Osvaldo César Ardiles (født 3. august 1952 i Córdoba, Argentina), også kendt som Ossie, var en argentinsk fodboldspiller, i dag fodboldtræner. Som en midtbanespiller havde han stor succes i Tottenham Hotspur sammen med landsmanden Ricardo Villa og engelske Glenn Hoddle.
Osvaldo Ardiles vant FA-Cupen i 1981 og 1982, og UEFA-cupen med Tottenham Hotspur som spiller.